# Coluna
Coluna là một đô thị thuộc bang Minas Gerais, Brasil. Đô thị này có diện tích 347,1 km², dân số năm 2007 là 9559 người, mật độ 24,9 người/km².